# Витр
Витр (араб. وتر‎ —  нечётный‎) — заключительная желательная молитва, совершаемая после ночной молитвы (Иша) и состоящая из нечётного числа ракаатов. В последнем ракаате читается молитва, называемая кунут. Витр-намаз совершается индивидуально (за исключением молитвы в месяц Рамадан, после Таравих-намаза). Витр относится к категории «сунна-муаккада», то есть «утверждённой» сунной регулярно придерживаться которой следует каждому мусульманину, и нежелательным является её оставление. Некоторые исламские ученые (преимущественно ханафиты) считали её одной из обязательных (ваджиб) молитв.

## Совершение намаза
Намаз витр совершается после ночной обязательной молитвы иша. Его отличительной особенностью является то, что в третьем ракаате читается молитва кунут. В сборниках хадисов аль-Бухари, Муслима, Насаи, Тирмизи, Абу Давуда и др. имеется информация о том, что этот намаз совершал Мухаммад. Имам Абу Ханифа считал совершение намаза-витр обязательным (ваджиб), но его ученики Абу Юсуф, Мухаммад аш-Шайбани, а также основоположники трех других мазхабов — имам Малик, имам аш-Шафи и имам Ахмад считали совершение этого намаза желательным (сунна-муккада), но не обязательным.
В ханафитском мазхабе намаз-витр состоит из 3 ракаатов, а в трёх других суннитских мазхабах — из 1 ракаата. При определённых условиях намаз-витр можно совершить с большим количеством ракатов. Молитва совершается индивидуально, но в месяце Рамадан его можно совершать коллективно во главе с имамом (джамаатом). Так, как в ханафитском мазхабе витр является обязательным, то при его пропуске необходимо его исполнить в другое время (каза). В маликитском, шафиитском, ханбалитском мазхабах возмещение витр-намаза не требуется.